# Quincy Malekani
Quincy Malekani, née le 15 mars 1995, est une athlète zambienne.

## Carrière
Quincy Malekani est médaillée de bronze du relais 4 × 400 mètres aux Championnats d'Afrique d'athlétisme 2018 à Asaba.
Elle est médaillée d'argent du relais 4 × 400 mètres aux Jeux africains de 2023 à Accra.
Elle est médaillée d'argent du 400 mètres ainsi que du relais 4 × 400 mètres aux Championnats d'Afrique d'athlétisme 2024 à Douala.